# Ahmoz I.
Ahmoz I. (egipčansko jꜥḥ ms(j.w)), včasih tudi Amosis ali Aahmes, kar pomeni "Iah (Luna) je rojena",  je bil faraon in ustanovitelj Osemnajste egipčanske dinastije, ki se šteje za prvo dinastijo Novega egipčanskega kraljestva. V tem obdobju je Stari Egipt dosegel vrh svoje moči. 
Ahmoz I. je bil iz tebanske kraljeve hiše. Bil je sin faraona Sekenenre Taa in brat Kamoza, zadnjega faraona Sedemnajste egipčanske dinastije. Med vladanjem Ahmozovega očeta ali starega očeta so se Tebe uprle Hiksom, vladarjem Spodnjega Egipta. Ko je bil star  sedem let, je bil ubit oče, ko je imel deset let pa še brat, ki je vladal samo tri leta. Nasledil ga je Ahmoz, ki je ob kronanju dobil prestolno ime asnb-pḥtj-rꜥ, "Gospod(ar) moči je Ra".
Med svojim  vladanjem je dokončal osvojitev in izgon Hiksov iz delte Nila, obnovil tebansko oblast nad celotnim Egiptom in uspešno ponovno uveljavil egipčansko oblast na nekdanjih podrejenih ozemljih v Nubiji in Kanaanu. Nato je reorganiziral upravo cele  države, ponovno odprl kamnolome, rudnike in trgovske poti ter začel obsežne gradbene projekte, ki se niso izvajali že od časa Srednjega kraljestva. Gradbeni program je dosegel vrhunec z gradnjo zadnje piramide, ki so jo zgradili domači egipčanski vladarji. Ahmozova vladavina, ki se običajno datira v sredino 16. stoletja pr. n. št.,  je postavila temelje za Novo kraljestvo, pod katerim je egipčanska moč dosegla svoj vrhunec. 

## Družina
Ahmose je izhajal iz tebanske Sedemnajste dinastije. Njegov stari oče Senakhtenre Ahmoz in stara mati  Tetišeri, sta imela najmanj dvanajst otrok, med njimi tudi Sekenenre Taa in Ahhotep I. Brat in sestra sta se po tradicijo egipčanskih vladarjev poročila in imela sinova Kamoza in Ahmoza I. in več hčera. Ahmoz I. je sledil egipčanski tradiciji in se poročil z več svojimi sestrami. Glavna žena je bila sestra Ahmoz-Nefertari. Z njo sta imela več otrok, med njimi hčerki Meritamon B, Sitamon A in sinove Siamuna A, Ahmoz-anka, Amenhotepa I. in Ramoza A. Oznake "A" in "B" za imeni so jim pripisali egiptologi, da bi jih razlikovali od več otrok z enakimi imeni. Morda sta bila tudi starša princese Muntofret, ki je postala žena kasnejšega faraona Tutmoza I. Ahmozov prvi naslednik je bil sin Ahmoz-ank, vendar je umrl pred svojim očetom nekje med 17. in 22. letom Ahmozovega vladanja. Ahmoza I. je po smrti nasledil njegov najstarejši preživeli sin Amenhotep I., s katerim sta bila morda nekaj časa sovladarja.
Med Sedemnajsto in Osemnajsto dinastijo ni bilo izrazitega preloma v kraljevi družini. Zgodovinar Maneton, ki je pisal veliko pozneje v času Ptolemajskega kraljestva, je menil, da je dokončni izgon Hiksov po skoraj stoletju vladanja v Spodnjem Egiptu in obnova domorodne egipčanske oblasti nad celotno državo dovolj pomemben dogodek, da upraviči začetek nove dinastije.

## Datumi in dolžina vladanja
Ahmozovo vladavino je mogoče dokaj natančno datirati s pomočjo heliakalnega vzhoda Sirija med vladavino njegovega naslednika. Zaradi nejasnosti, kje je bilo opazovanje opravljeno, se njegova vladavina v razlinih virih umešča v obdobje od 1570–1546 pr. n. št., 1560–1537 pr. n. št., 1551–1527 pr. n. št. in 1539–1514 pr. n. št.
Maneton mu je pripisal 25 let in 4 mesece vladanja. Ker je za prvega vladarja Osemnajste dinastije štel Tutmoza I., se je omenjena vladavina verjetno nanašala na nekoga drugega. Medicinske raziskave Ahmozove mumije so pokazale, da je umrl star okoli 35 let. Če je vladal 25 let, je prišel na prestol pri desetih letih. Radiokarbonsko datiranje je njegovo vladanje postavilo v obdobje 1570–1544 pr. n. št. s sredino leta 1557 pr. n. št.
Predlog Davida Rohla, da je vladal od leta 1194 do 1170 pr. n. št., je večina egiptologov zavrnila.

## Pohodi
Vojna med lokalnimi tebanskimi kralji in kraljem Hiksov Apepijem I. se je začela med vladavino Ahmozovega očeta Sekenenre Taa in se končal po skoraj 30 letih občasnih spopadov in vojn med njegovim vladanjem. Sekenenre Tao je bil verjetno ubit v bitki s Hiksi, kar kažejo velike poškodbe na glavi njegove mumije. Vojno je nadaljeval njegov naslednik Kamoz, ki je bil verjetno Ahmozov starejši brat. Kamoz je očitno vladal malo časa, saj je njegovo najvišje potrjeno leto vladanja 3. leto. Nasledil pa ga je Ahmoz I. Apepi I. je umrl približno deset let pozneje.
Ahmoz I. je bil ob prihodu na prestol še otrok, zato je v njegovem imenu kot regentka vladala njegova mati Ahhotep I. Sodeč po njenem častnem naslovu "skrbnica Egipta" na nekaj napisih, je med svojim vladanjem utrdila moč Tebanskega kraljestva. Če je bil Apepi II.  resnično naslednik Apepija I., je bila njegova oblast v tem obdobju omejena na Nilovo delto, saj se njegovo ime ne pojavlja na nobenem spomeniku ali predmetu južno od Bubastisa.

### Osvajanje Spodnjega Egipta
Ahmoz je začel osvajati Spodnji Egipt okoli 11. leta Hamudijevega vladanja. Potek dogodkov ni povsem jasen, ker je njihovo analiziranje pred obleganjem prestolnice Hiksov Avarisa izjemno težko. Skoraj vse znano izhaja iz kratkega, a neprecenljivega vojaškega komentarja na hrbtni strani Rhindovega matematičnega papirusa, sestavljenega iz kratkih dnevniških zapisov, od katerih se eden glasi:
11. vladarsko leto, drugi mesec šomuja, vstopili smo v Heliopolis. Prvi mesec akheta, 23. dan, južni princ je vdrl v Tjaru.
V preteklosti se je domnevalo, da se kraljevska leta nanašajo na Ahmoza I., zdaj pa velja, da se nanašajo na Ahmozovega nasprotnika Hamudija.
Rhindov papirus prikazuje tudi nekaj Ahmozove vojaške strategije pri napadu na Nilovo delto. Ko je julija osvojil Heliopolis, se je pomaknil navzdol po vzhodni Nilovi delti in se popolnoma izognil Avarisu, da bi oktobra zavzel Tjaru, glavno obmejno utrdbo na Horovi cesti iz Egipta v Kanaan. Ko je zavzel Tjaru, je prekinil ves promet med Kanaanom in Avarisom in prekinil dotok pomoči, ki je prihajala iz Kanaana.
Zapise o zadnjem delu kampanje so odkrili na stenah grobnice sodelujočega vojaka Ahmoza, sina Ebana. Ti zapisi kažejo, da je Ahmoz I. vodil tri napade na Avaris in moral nato zadušiti majhen upor na jugu. Potem je v četrtem napadu osvojil mesto. Svojo zmago nad Hiksi je zaključil tako, da je po triletnem obleganju osvojil njihovo trdnjavo Šaruhen v bližini Gaze. Ahmoz je osvojil Avaris najpozneje v 18. ali 19. letu svojega vladanja. Domnevo nakazuje grafiti v kamnolomu v Turi, na katerih so  upodobljeni 'voli iz Kanaana' ob odprtju kamnoloma v Ahmozovem 22. kraljevskem letu. Ker je  bilo govedo pripeljano verjetno po Ahmozovi osvojitvi Šaruhena, se je morala Hamudijeva vladavina končati najpozneje do 18. ali 19. leta Ahmozove 25-letne vladavine.

### Pohodi v Sirijo in Nubijo
Po zmagi nad Hiksi se je Ahmoz odpravil na pohoda v Sirijo in Nubijo. V 22. letu svojega vladanja je dosegel Djahi v Levantu in morda Tigris, čeprav se prvi egipčanski prodor do Tigrisa običajno pripisuje Tutmozu I. Po zapisu na črepinji, najdeni v grobnici njegove žene Ahmoz-Nefertari je mogoče sklepati, da je prodrl vsaj do Kelema, ki naj bi bil v bližini Biblosa. Podrobnosti s pohoda so redke, saj je vir večine informacij Ahmoz, sin Ebana, ki je služil v egipčanski  mornarici in ni sodeloval v tej kopenski odpravi. Iz arheoloških raziskav južnega Kanaana je mogoče sklepati, da so Ahmoz in njegovi neposredni nasledniki v poznem 16. stoletju pr. n. št. nameravali le zlomiti moč Hiksov z uničenjem njihovih mest in ne osvojiti Kanaana. Številna mesta v Levantu so bila v tem obdobju popolnoma opustošena in nikoli obnovljena, česar faraon, ki bi ga nameraval osvojiti, verjetno ne bi storil.
Pohod Ahmoza I. v Nubijo je bolje dokumentiran. Kmalu po prvem pohodu v Nubijo se je faronu uprl Nubijec Aata, vendar je bil njegov upor kmalu zatrt. Ahmoz I. je ponovno vzpostavil egipčansko oblast v Nubiji s sedežem v trdnjavi Buhen. Po imenovanju nacionalne vlade je nagradil lokalne kneze, ki so podpirali njega in njegove dinastične predhodnike.

## Umetnost in spominske gradnje
S ponovno združitvijo Gornjega in Spodnjega Egipta pod Ahmozom I. sta s kraljevo podporo  ponovno zaživela umetnost in gradbeništvo. Ahmoz naj bi desetino svojega ustvarjalnega dela  posvetil služenju tradicionalnim bogovom, s čimer je oživil umetnost in gradnjo monumentalnih zgradb. Ker se je poraz Hiksov zgodil razmeroma pozno v Ahmozovi vladavini, je njegov kasnejši gradbeni program verjetno trajal največ sedem let. Večino začetega je verjetno dokončal njegov sin in naslednik Amenhotep I.
Gradiva so bila veliko boljša od katerih koli iz drugega vmesnega obdobja, izdelava pa se ni mogla primerjati z naboljšo iz Starega in Srednjega kraljestva. S priključitvijo Nilove delte in Nubije je Egipt dobil dostop do virov, ki Gornjemu Egiptu niso bili na voljo. Iz Nubije je dobival zlato in srebro, iz oddaljenih delov Srednje Azije lapis lazuli, iz Biblosa cedrovino, v  Serabit el-Kadimu na  Sinaju pa so bili ponovno odprti rudniki turkiza. Čeprav je natančna narava odnosa med Egiptom in Kreto negotova, je bilo na predmetih iz tega obdobja najdenih vsaj nekaj minojskih motivov. Egipt je Egejsko morje štel za del svojega imperija. Ahmoz je ponovno odprl tudi kamnolome apnenca Tura, da bi zagotovil gradivo  za svoje spomenike. Iz njegovega napisa v kamnolomu je razvidno, da je za vleko uporabljal azijsko govedo iz Fenicije.
Umetnost v času vladavine Ahmoza I. je bila podobna kraljevskemu tebanskemu slogu Srednjega kraljestva. Stele so bile enako kakovostne. Vse to verjetno odraža  konzervativno težnjo po oživitvi mode iz obdobja pred Hiksi. Kljub temu so se ohranile samo tri dokazane podobe Ahmoza I.: en sam ušabti, domnevno iz njegove grobnice, ki nikoli ni bila natančno locirana, ki je zdaj v Britanskem muzeju, in dva njegova kipa v naravni velikosti. Eden od njiju je v  Metropolitanskem muzeju v New York, drugi pa v Muzeju Kartuma. Na vseh kipih in stelah ima rahlo izbuljene oči.
Med Ahmozovim vladanjem  naj bi se v Egiptu razvila umetnost izdelave stekla. Zdi se, da so bili najstarejši najdeni vzorci stekla pokvarjeni kosi fajanse, ker se je namerna izdelava stekla začela šele na začetku Osemnajste dinastije. Na eni od prvih steklenih korald, izdelaih približno v njegovem času, sta imeni Ahmoza I. in Amenhotepa I. Če se je steklarstvo resnično razvilo v času Ahmozove vladavine, je obrt  zelo verjetno razvil  eden od njegovih podložnikov.
Ahmoz I. je nadaljeval velike gradbene projekte, kakršni  so bili pred drugim vmesnim obdobjem. Na jugu države je začel graditi templje, večinoma iz opeke, enega od njih tudi v nubijskem mestu Buhen. V Gornjem Egiptu je dogradil obstoječi Amonov tempelj v Karnaku in Montujev  tempelj v Armantu. Po napisu v kamolomu Tura sodeč je beli apnenec uporabil  za gradnjo Ptahovega templja in Amonovega južnega harema, vendar nobenega projekta ni dokončal. V Abidosu je zgradil kenotaf za svojo staro mater, kraljico Tetišeri.
Izkopavanja Manfreda Bietaka v Avarisu so pokazala, da je Ahmoz dal zgraditi palačo na mestu trdnjave nekdanjega glavnega mesta Hiksov. Bietak je našel fragmentarne ostanke fresk v minojskem slogu, ki so nekoč pokrivale stene palače; pozneje je bilo veliko špekulacij o tem, kakšno vlogo je v trgovanju in umetnosti morda imela ta egejska civilizacija.
Pod Ahmozom I. so Tebe postale prestolnica celega Egipta, kot so bile v Enajsti dinastiji v zgodnjem Srednjem kraljestvu. Postale so tudi središče novoustanovljenih poklicnih državnih služb. Kraljevi arhivi so se začeli polniti z računi in poročili in sprožili povpraševanje po pisarjih in pismenih uslužbencih. Izbira Teb je bila verjetno strateška, ker so bile v središču države, daleč od Hiksov na severu in Nubijcev na jugu. Z vsakin naslednjim napadom na obeh mejah bi se bilo mogoče zlahka soočiti.
Najpomembnejši premiki so bili verjetno verski. Tebe so postale versko središče države z lokalnim bogom Amonom, zaslužnim za Ahmozove zmage nad Hiksi. Pomen tempeljskega kompleksa v Karnaku na vzhodnem bregu Nila severno od Teb je zrasel, pomen Rajevega kulta s sedežem v Heliopolisu pa upadel.
V Karnaku so našli več stel, ki podrobno opisujejo delo Ahmoza I. Dva opisa ga prikazujeta kot dobrotnika templja. Na steli, znani kot "Viharna stela", je zapis, da je Ahmoz I. obnovil piramide svojih predhodnikov v Tebah, ki jih je uničila velik vihar. Nekateri znanstveniki navajajo, da je bil vzrok za nastalo škodo izbruh vulkana Thera v Egejskem morju.

### Piramida
Ostanke Ahmozove piramide v Abidosu so odkrili leta 1899 in prepoznali kot njegove leta 1902. Večina zunanjih kamnitih blokov piramide so v preteklosti  uporabili za druge gradnje, jedro piramide pa se je sesulo. Arthur Mace je kljub temu odkril  dve vrsti nepoškodovanih blokov in ocenil naklon piramide na približno 60 stopinj. V primerjavi z njo so bile piramide v Gizi bolj položne, saj je njihov naklon meril okoli 53 stopinj. Vzhodno od glavnega piramidnega templja sta stala še dva templja, ki jih je zgradila Ahmozova kraljica Ahmoz-Nefertari. Na enem od njih so na zidakih žigi z imenom glavnega zakladnika Neferpereta, odgovornega za ponovno odprtje kamnoloma v el-Ma'asari (Tura) v 22. letu Ahmozovega vladanja. Tretji, večji tempelj C,  je po obliki in obsegu podoben piramidnemu templju. Žigi na zidakih in podrobnosti na poslikavah potrjujejo, da je bil kultno mesto Ahmoz-Nefertari.
Os piramidnega kompleksa bi lahko bila povezana z vrsto spomenikov, ki segajo kakšen kilometer v puščavo. Na tej osi je več ključnih zgradb:
- velika piramida, posvečena Ahmozovi stari materi Tetišeri s stelo, na kateri Ahmoz daruje bogovom,
- podzemni kompleks, vsekan v skalo, ki je bil morda simbolična predstavitev Ozirisovega podzemnega sveta ali kraljeva grobnica,[57]
- terasasti tempelj z masivnimi kamnitimi in opečnimi terasami, zgrajen ob visokih pečinah.

Ti elementi odražajo podoben načrt kot kenotaf Senusreta III. in vsebujejo elemente piramidnih kompleksov Starega in Novega kraljestva.
Ali je bila ta piramida Ahmozova grobnica ali kenotaf, ni povsem jasno. Arheologi niso v piramidi odkrili nobene notranje komore, zato je malo verjetno, da bi bila pogrebna komora sredi ruševin jedra piramide. Ker v poročilih o ropu grobnic na Abbottovem papirusu ni nobene omembe grobnice faraona Ahmoza I. in ker v Tebah ni nobenega verjetnega kandidata za kraljevo grobnico, je bil faraon morda pokopan v Abidosu. Veliko število kultnih objektov ob vznožju piramide in pokopališče svečenikov Ahmozovega kulta dokazujejo pomembnost Ahmozovega kulta. Nekaj egiptologov je prepričanih, da je bila piramida zgrajena kot kenotaf in da je bil Ahmoz  morda prvotno pokopan v južnem delu Dra Abu el-Nage skupaj z vladarji pozne Sedemnjaste in zodnje Osemnajste dinastije.
Ahmozova piramida je bila zadnja, zgrajena v Egiptu kot del pokopališkega kompleksa. Naslednji faraoni Novega kraljestva so gradnjo piramid opustilli zaradi praktičnih in verskih razlogov. Planota Giza je ponujala veliko prostora za gradnjo piramid, kar pa ni veljalo za omejeno geografijo Teb. Mesto je bilo omejeno s pečinami, pokope v okoliški puščavi pa so ogrožaje poplave. Razen tega je bila oblika piramide povezana z bogom sonca Rajem, ki ga je po pomembnosti zasenčil Amon. Eden od pomenov Amonovega imena je bil “skriti”, kar je pomenilo, da je bilo teološko dovoljeno faraonovo grobnico skriti s popolno ločitvijo uradne mrliške vežice od dejanskega mesta pokopa. To je  hkrati zagotovilo, da je bilo faraonovo počivališče skrito pred roparji nekropol. Vsi naslednji faraoni Novega kraljestva so bili pokopani v skalnatih grobnicah v Dolini kraljev.

## Mumija
Mumijo Ahmoza I. so odkrili leta 1881 v Deir el-Bahari v hribu nepostredno nad posmrtnim templjem kraljice Hačepsut. Pokopan je bil skupaj z mumijami drugih vladarjev iz Osemnajste in Devetnajste dinastije Amenhotepa I., Tutmoza I., Tutmoza II., Tutmoza III., Ramzesa I., Setija I., Ramzesa II. in Ramzesa IX. ter faraonov Enaindvajsete dinastije Pinedžema I., Pinedžema II. in Siamona.
Mumijo Ahmoza I. je odvil Gaston Maspero 9. junija 1886. Bila je v krsti z njegovim imenom, napisamim v hieroglifih. Njegovo ime je bilo napisano tudi na povojih, na njih v hieratski pisavi. Krsta iz cedrovine ni bila izdelana v kraljevskem slogu, kakršno koli pozlato ali vložke pa so morda odstranili že v starem veku. Krsto so med vladanjem svečenika-kralja Pinedžema II. iz Enaindvajsete dinastije očitno odnesli iz grobnice, kjer je bila pokopana, jo ponovno zavili in postavili v zakladnico v Deir el-Bahriju. Svečenikovo ime je zapisano tudi na povoju mumije. 
Okoli vratu mumije so položili venec iz cvetov ostrožnika. Na trupu so bili sledovi roparjev grobov. Glava je bila odtrgana od telesa, nos pa zdrobljen.
Mumija je bila visoka 1,63 m, imela majhen obraz brez izrazitih potez in rahlo štrleče prednje zobe. Štrleči zobje bi lahko bili družinska značilnost, ker so jih opazili tudi na nekaj mumijah žensk iz njegove družine in mumiji njegovega potomca Tutmoza II.
Začetne študije mumije so kazale na moškega v petdesetih letih, kasnejše praiskave pa so pokazale, da je bil ob smrti v srednjih tridesetih letih. Ko sta profesor ortodontije James Harris in egiptolog Edward Wente leta 1980 objavila rezultate svoje študije, je identiteta mumije (Kairski muzejski katalog št. 61057) postala vprašljiva. Harris je dobil dovoljenje narediti rentgenske posnetke vseh domnevnih kraljevih mumij v Kairskem muzeju. Čeprav zgodovina piše, da je bil Ahmoz I. sin ali morda vnuk Sekenenre Taa,  je kraniofacijalna morfologija njunih mumij precej različna. Razlikuje se tudi od morfologije mumije ženske, identificirane kot Ahmoz-Nefertari, ki naj bi bila njegova sestra. Te nedoslednosti in dejstvo, da mumija ni imela na prsih prekrižanih rok, kot je bilo v tistem obdobju običajno,  so ju pripeljali do sklepa, da to verjetno ni kraljeva mumija. Identiteta Ahmoza I. je s tem ostala neznana.
Mumija je zdaj v Muzeju Luksorja poleg domnevne mumije Ramzesa I., kot del stalne razstave, imenovane "Zlata doba egipčanske vojske".

## Nasledstvo
Ahmoza I je nasledil sin Amenhotep I. Nekaj strokovnjakov je trdilo, da sta nekaj časa, največ šest let, vladala kot sovladarja. Domneve se zaradi pomanjkanja podatkov ne da dokazati.